# Friedrich Georg von Bunge
Friedrich Georg von Bunge (Kiev, 13 marzo 1802 – Wiesbaden, 9 aprile 1897) è stato uno storico tedesco.

## Biografia
Era il fratello maggiore del botanico Alexander Bunge (1803-1890); dal 1819 studiò giurisprudenza presso l'Università di Dorpat, dove conseguì la sua abilitazione come docente nel 1823. Nel 1831 diventò un professore associato di giurisprudenza. Nel 1842 si trasferì a Reval, dove servì come sindicato, poi si trasferì a San Pietroburgo, dove dal 1856 al 1865 lavorò come funzionario senior nella seconda divisione del registro dell'imperatore. Successivamente lavorò a Gotha (dal 1865) e a Wiesbaden (dal 1878).

## Opere
- Einleitung in die liv-, esth- und curländische Rechtsgeschichte und Geschichte der Rechtsquellen, 1849
- Die Revaler Rathslinie: nebst Geschichte der Rathsverfassung und einem Anhange über Riga und Dorpat, 1874
- Geschichte des Gerichtswesens und Gerichtsverfahrens in Liv-, Est- und Curland, 1874
- Das herzogthum Estland unter den königen von Dänemark, 1877
- Die Stadt Riga im dreizehnten und vierzehnten Jahrhundert. Geschichte, Verfassung und Rechtszustand, 1878[2]